# B&W Hallerne
B&W Hallerne är en konsert- och evenemangslokal i Danmarks huvudstad Köpenhamn. B&W Hallerne valdes till värdarena för Eurovision Song Contest 2014 i Danmark efter att Emmelie de Forest vunnit Eurovision Song Contest 2013 i Malmö med låten Only Teardrops.
B&W Hallerne ligger på Refshaleøen i Köpenhamns hamn och utgjorde tidigare en del av fartygsvarvet Burmeister & Wain.

## Bildgalleri

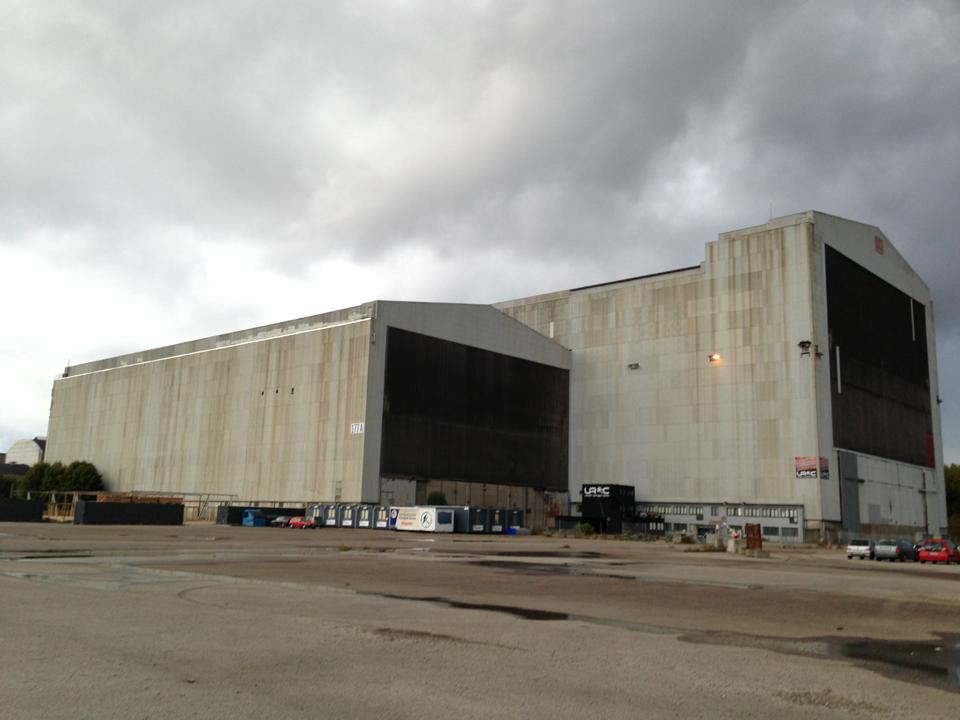
B&W Hallerne (3 september 2013)
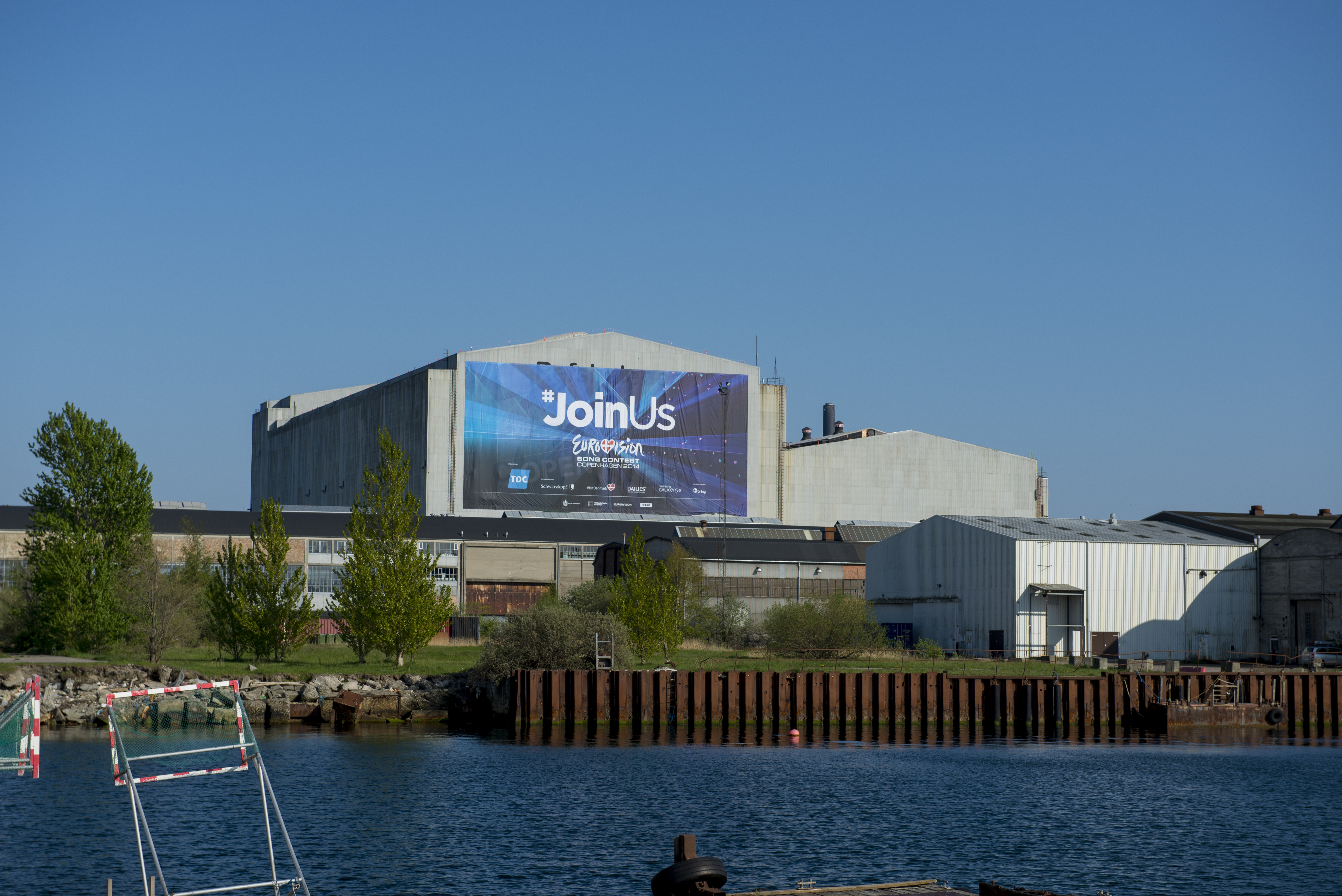
B&W Hallerne (27 april 2014)